# Lingue sudaniche orientali
Le lingue sudaniche orientali sono un raggruppamento all'interno della famiglia linguistica nilo-sahariana. Praticamente tutti i linguisti sono concordi sull'esistenza del gruppo anche se ci sono divergenze sui suoi sottoraggruppamenti e/o sulle lingue che vi fanno parte.
Secondo ethnologue (18ª edizione, 2015) il gruppo è da classificare nel seguente modo: 
(tra parentesi tonda il numero di lingue che formano i vari sottogruppi)
[tra parentesi quadre, per le lingue isolate, in corsivo, il codice linguistico internazionale e la nazione in cui sono parlate]
- Lingue sudaniche orientali (97)
  - Orientali (27)
    - Jebel orientale (4)
      - Aka-Kelo-Molo (3)
        - Lingua aka (Sillok) [soh] (Sudan)
        - Lingua kelo [xel] (Sudan)
        - Lingua molo [zmo] (Sudan)

      - Lingua gaam [tbi] ( Sudan)

    - Lingua nara [nrb] (Eritrea)
    - Lingue nubiane (12)
      - Centrali (10)
        - Lingua mattokki [xnz] (Egitto)
        - Lingua birked [brk] (Sudan)
        - Lingua andaandi [dgl] (Sudan)
        - Lingue Hill (7)
          - Linghue Kadaru-Ghulfan (2)
            - Lingua ghulfan [ghl] (Sudan)
            - Lingua kadaru [kdu] (Sudan)

        - Non classificate (5)
          - Lingua dair [drb] (Sudan)
          - Lingua dilling [dil] (Sudan)
          - Lingua El Hugeirat [elh] (Sudan)
          - Lingua karko [kko] (Sudan)
          - Lingua wali [wll] (Sudan)

        - Lingua nobiin [fia] (Sudan)
        - Lingua midob [mei] (Sudan)

    - Lingue Surmic (10)
      - Lingua majang [mpe] (Etiopia)
      - Meridionali (9)
        - Sudest (4)
          - Lingua kwegu [xwg] (Etiopia)
          - Pastorali (3)
            - Lingua me’en [mym] (Etiopia)
            - Suri (2)
              - Lingua mursi [muz] (Etiopia)
              - Lingua suri [suq] (Etiopia)

          - Sudovest (5)
            - Didinga-Murle (4)
              - Didinga-Longarim (2)
                - Lingua didinga [did] (Sudan del Sud)
                - Lingua narim [loh] (Sudan del Sud)

              - Lingua murle [mur] (Sudan del Sud)
              - Lingua tennet [tex] (Sudan del Sud)
              - Lingua Kacipo-Balesi [koe] (Sudan del Sud)

  - Lingue kuliak (3)
    - Lingua ik [ikx] (Uganda)
    - Ngangea-So (2)
      - Lingua nyang’i [nyp] (Uganda)
      - Lingua soo [teu] (Uganda)

  - Lingue nilotiche (53)
    - orientali (16)
      - Bari (3)
        - Lingua bari [bfa] (Sudan del sud)
        - Lingua kakwa [keo] (Uganda)
        - Lingua mandari [mqu] (Sudan del sud)

      - Lotuxo-Teso (13)
        - Lotuxo-Maa (8)
          - Lotuxo (5)
            - Lingua dongotono [ddd] (Sudan del sud)
            - Lingua lango [lno] (Sudan del sud)
            - Lingua lokoya [lky] (Sudan del sud)
            - Lingua lopit [lpx] (Sudan del sud)
            - Lingua otuho [lot] (Sudan del sud)

          - Ongamo-Maa (3)
            - Lingua maasai [mas] (Kenya)
            - Lingua ngasa [nsg] (Tanzania)
            - Lingua samburu [saq] (Kenya)

        - Teso-Turkana (5)
          - Lingua teso [teo] (Uganda)
          - Turkana (4)
            - Lingua ng’akarimojong [kdj] (Uganda)
            - Lingua nyangatom [nnj] (A language of Ethiopia)
            - Lingua toposa [toq] (Sudan del sud)
            - Lingua turkana [tuv] (Kenya)

      - Meridionali (15)
        - Kalenjin (13)
          - Elgon (2)
            - Lingua kupsapiiny [kpz] (Uganda)
            - Lingua sabaot [spy] (Kenya)

          - Nandi-Markweta (9)
            - Lingua kipsigis [sgc] (Kenya)
            - Lingua markweeta [enb] (Kenya)
            - Nandi (7)
              - Lingua keiyo [eyo] (Kenya)
              - Lingua kisankasa [kqh] (Tanzania)
              - Lingua mediak [mwx] (Tanzania)
              - Lingua mosiro [mwy] (Tanzania)
              - Lingua nandi [niq] (Kenya)
              - Lingua terik [tec] (Kenya)
              - Lingua tugen [tuy] (Kenya)
              - Lingua okiek [oki] (Kenya)
              - Lingua pökoot [pko] (Kenya)

            - Tatoga (2)
              - Lingua datooga [tcc] (Tanzania)
              - Lingua omotik [omt] (Kenya)

      - Occidentali (22)
        - Dinka-Nuer (7)
          - Dinka (5)
            - Lingua Dinka, Northeastern [dip] (Sudan del sud)
            - Lingua Dinka, Northwestern [diw] (Sudan del sud)
            - Lingua Dinka, South Central [dib] (Sudan del sud)
            - Lingua Dinka, Southeastern [dks] (Sudan del sud)
            - Lingua Dinka, Southwestern [dik] (Sudan del sud)

          - Nuer (2)
            - Lingua nuer [nus] (Sudan del sud)
            - Lingua reel [atu] (Sudan del sud)

        - Luo (15)
          - Settentrionali (9)
            - Lingua anuak [anu] (Sudan del sud)
            - Lingua Belanda Bor [bxb] (Sudan del sud)
            - Lingua luwo [lwo] (Sudan del sud)
            - Mabaan-Burun (3)
              - Lingua burun [bdi] (Sudan)
              - Mabaan (2)
                - Lingua jumjum [jum] (Sudan)
                - Lingua mabaan [mfz] (Sudan del sud)

            - Lingua shilluk [shk] (Sudan del sud)
            - Lingua thuri [thu] (Sudan del sud)
            - Lingua päri [lkr] (Sudan del sud)

          - Meridionali (6)
            - Lingua adhola [adh] (Uganda)
            - Lingua kumam [kdi] (Uganda)
            - Luo-Acholi (4)
              - Alur-Acholi (3)
                - Lingua alur [alz] (Congo(Kinshasa))
                - Lango-Acholi (2)
                  - Lingua acholi [ach] (Uganda)
                  - Lingua lango [laj] (Uganda)

              - Lingua dholuo [luo] (Kenya)

  - Occidentali (14)
    - Daju (7)
      - Daju orientali (2)
        - Lingua Logorik [liu] (Sudan)
        - Lingua Shatt [shj] (Sudan)

      - Daju occidentali (5)
        - Lingua Baygo [byg] (Sudan)
        - Lingua Daju, Dar Daju [djc] (Ciad)
        - Lingua Daju, Dar Fur [daj] (Sudan)
        - Lingua Daju, Dar Sila [dau] (Ciad)
        - Lingua Njalgulgule [njl] (Sudan del sud)

    - Nyimang (2)
      - Lingua Afitti [aft] (Sudan)
      - Lingua Ama [nyi] (Sudan)
      - Tama (3)
        - Lingua Mararit [mgb] (Ciad)
        - Tama-Sungor (2)
          - Lingua Assangori [sjg] (Ciad)
          - Lingua Tama [tma] (Ciad)

      - Temein (2)
        - Lingua Temein [teq] (Sudan)
        - Lingua Tese [keg] (Sudan)